# Thubal Holoferne
«  Thubal Holopherne » redirige ici. Pour les autres significations, voir Holopherne (homonymie).
Pour les articles homonymes, voir Holoferne.
Thubal Holoferne, ou Thubal Holopherne, est un personnage du roman de François Rabelais, Gargantua (1534). 
Il est le premier précepteur du jeune géant. Il représente directement les théologiens de la Sorbonne et sert à critiquer leurs méthodes antiques : étude de textes anciens, lecture des mêmes ouvrages en boucle. Il est une critique directe de la Sorbonne et sert à la discréditer (Thubal Holoferne meurt de la vérole, alors que les rapports sexuels étaient interdits aux théologiens).
Comme celle de Jobelin Bridé, sa pédagogie s'oppose à celle de Ponocrates, modèle du maître éclairé. L'enseignement de Thubal Holoferne est caractérisé par le temps perdu : l'inutilité des savoirs accumulés et l'ennui des activités sans intérêt. « Non seulement l'élève lit des livres inutiles mais il les recopie sur parchemin en concentrant toute son attention sur une calligraphie désuète. »
Le nom de ce « grand docteur sophiste » fait référence à la « confusion » (tubal, en hébreu), ainsi qu'à Holopherne, général envoyé par Nabuchodonosor II contre les Juifs et décapité par Judith : confusion du maître qui fait apprendre et réciter par son élève les textes à l'endroit et à l'envers, mais qui sombre dans le ridicule.

## Hommages
Un prix humoristique français du « n’importe quoi en matière d’éducation », créé en 2014, a adopté le nom de "Prix Thubal Holoferne" en hommage à cet illustre pédagogue.